# Amilalkohol
Amilalkoholi so bistre, brezbarvne tekočine z neprijetnim vonjem.
So tudi strupene in vnetljive tekočine. Pri segrevanju tekočin se tvorijo strupene in eksplozivne zmesi z zrakom, ki so težje od zraka. Razširijo se pri tleh in po vžigu lahko ogenj zajame velike površine. Snov ima plamenišče pri 34 °C, medtem ko je vigna temperatura 340 °C. Eksplozivno območje snovi je med 1,2-8,0 %.
Reagirajo v stiku z zemljoalikalijskimi kovinami (npr. kalcijem, stroncijem, barijem, magnezijem) in alkalijskimi kovinami (litijem, natrijem, kalijem, rubidijem) in sproščajo vodik. Močno reagirajo v stiku s snovmi, ki povzročajo požar. Nevarnost samovžiga!

## Ukrepi ob požaru:
Posebne nevarnosti
Strupene, vnetljive tekočine. Pri segrevanju tekočin se tvorijo strupene in eksplozivne zmesi z zrakom, ki so težje od zraka. Razširijo se pri tleh in po vžigu lahko ogenj zajame velike površine.
Primerna sredstva za gašenje
Za gašenje majhnih požarov uporabiljamo vodo, aparate na prah ali ogljikov dioksid, za velike požare peno ali razpršen vodni curek.
Posebna zaščitna oprema za gasilce
ognjavarna zaščitna obleka, zaščitne rokavice iz neoprena, zaščitna očala, po potrebi zaščita dihal z zaščitno masko s filtrom A (rjava barva).

## Ukrepi ob nezgodnih izpustih
Previdnostni ukrepi, ki se nanašajo na ljudi
V primeru nezgodnega izpusta je potrebno kontaminirano obleko takoj zamenjamo. 
Za odstranjevanje je potrebna ognjavarna zaščitna obleka, zaščitne rokavice iz neoprena, zaščitna očala, po potrebi zaščita dihal z zaščitno masko s filtrom A (rjava barva). 
Ekološki zaščitni ukrepi
Prezračevanje, izsesavanje iz spodnjih delov prostora, varnostni ukrepi pred statično elektriko, gasilno pregrinjalo, steklenice za izpiranje oči, zaprte ozemljene naprave, lokalno izsesavanje, izogniti se moramo brizganju in pretakanju s prostim padom.

## Nadzor nad izpostavljenostjo/varnost in zdravje pri delu
Hlapi močno dražijo oči in dihalne poti. Neposredno delovanje tekočin povzroča močno draženje oči in kože. Možna delna resorpcija skozi kožo. Vdihavanje visokih koncentracij deluje narkotično. n-Amilalkohol in izomamilalkohol lahko poškodujeta jetra, ledvice in srce.